# Atheist?: Allerdings!
„Atheist?: Allerdings!“ ist ein atheistisches Pamphlet des deutschen Schriftstellers Arno Schmidt.
Der Text wurde zuerst in dem von Karlheinz Deschner 1957 herausgegebenen Sammelband Was halten Sie vom Christentum? veröffentlicht. Das Besondere an Schmidts Text ist, dass der Autor – durch einen vorangegangenen Prozess nach § 166 StGB wegen Gotteslästerung vorsichtig geworden – sich hinter Klassikern der deutschen Literatur wie Johann Gottfried Seume und Georg Christoph Lichtenberg versteckt. Aus ihren Texten erstellte er eine Zitatcollage.

## Ausgaben
- Arno Schmidt: Atheist?: Allerdings!. In: Karlheinz Deschner (Hrsg.): Was halten Sie vom Christentum? 18 Antworten auf eine Umfrage. List, München 1957, S. 64–75 (Erstdruck).
- Arno Schmidt: Atheist?: Allerdings!. In: Arno Schmidt: Werke. Bargfelder Ausgabe. Werkgruppe III, Band 3, Haffmans, Zürich 1995, S. 317–326 (maßgebliche kritische Ausgabe).
- Einzelausgabe als Faltblatt: Haffmans (Haffmans’ Freie Flugblätter, 1. Jahrgang, No 1), Zürich 1984, ISBN 3-251-50001-5